# Castanopsis eyrei
Castanopsis eyrei là một loài thực vật có hoa trong họ Fagaceae. Loài này được (Champ. ex Benth.) Hutch. mô tả khoa học đầu tiên năm 1904.